# باشگاه فوتبال آلچیونه میلانو
باشگاه فوتبال آلچیونه میلانو (انگلیسی: Alcione Milano) یک باشگاه فوتبال مستقر در سستو سان جووانی، ایتالیا است که در حال حاضر در سری سی ایتالیا، سومین سطح لیگ فوتبال در این کشور به فعالیت می‌پردازد.

## ورزشگاه خانگی
این باشگاه در سال ۱۹۵۲ تأسیس شده است و بازی‌های خانگی خود را در ورزشگاه ارنستو بردا برگزار می‌کند که به اندازه ۳۵۲۳ صندلی، ظرفیت پذیرش تماشاگر دارد. این ورزشگاه در سستو سان جووانی، از توابع میلان استقرار دارد.
ورزشگاه ارنستو بردا یک استادیوم چند منظوره است. در حال حاضر هم برای مسابقات فوتبال و هم برای مسابقات فوتبال آمریکایی (راگبی) مورد استفاده قرار می‌گیرد و زمین خانگی پرو سستو، آلچیونه میلانو، تیم زنان اینتر میلان و تیم دوم و رده‌های پایه اینتر میلان است.
این ورزشگاه در سال ۱۹۳۹ افتتاح گردید و در سال ۱۹۸۸ بازسازی شد.

## تاریخچه
باشگاه فوتبال آلچیونه در سال ۱۹۵۲ در منطقه ۷ شهر میلان تأسیس شد و در دوم ژوئیه همان سال به عضویت اف‌آی‌جی‌سی درآمد. نام و رنگ‌های اجتماعی باشگاه فوتبال آلچیونه، از پرهای شاه ماهی اروپایی الهام گرفته شده است، پرنده‌ای که معمولاً به آن «آلچیونه» نیز می‌گویند.
اولین دفتر مرکزی باشگاه فوتبال آلچیونه میلانو در زیرزمینی در ویاله مار جونیو قرار داشت و تمرینات آن‌ها در زمین ورزشی پاوسی انجام شد.
باشگاه فوتبال آلچیونه به عنوان یکی از باشگاه‌های تاریخی غیر حرفه‌ای شهر میلان، یکی از سیستم‌های پیشرفته رده پایه را دارد.
اولین رئیس و اولین مربی، انیو دی پونزیو، فاقد منابع اقتصادی قابل توجهی بود، بنابراین در اواخر دهه ۱۹۶۰ درخواست‌های عمومی برای جمع‌آوری کمک مالی هواداران کرد. یکی از آن درخواست‌ها توسط کارآفرین ارنستو پلگرینی (که بعداً به ریاست و مالکیت باشگاه فوتبال اینتر میلان رسید) پاسخ داده شد و او از سال ۱۹۶۸ به مدت یک دهه در کنار این باشگاه نارنجی‌پوش بود و خودش نیز ریاست را بر عهده گرفت. سپس کارلو توگنولی، سیاستمدار، شهردار باسابقه میلان و وزیر جمهوری ایتالیا، این سمت را پر کرد.
آلچیونه برای اولین بار در سال ۲۰۲۱ به سری دی راه یافت. دو سال بعد، پس از اتمام فصل ۲۰۲۳–۲۰۲۲ از سری دی، آن‌ها در جایگاه دوم، پشت سر باشگاه فوتبال لومتزانه قرار گرفتند. آن‌ها در مسابقات پلی‌آف صعود تحت هدایت سرمربی تیمشان، جیووانی کوزاتیس پیروز شدند.
در پایان فصل، آلچیونه به عنوان تیم برتر در جدول تیم‌های بالقوه برای پذیرش در ۲۰۲۴–۲۰۲۳ سری سی در صورت وجود جای خالی اعلام شد و آن‌ها در صورت پذیرش، بازی‌های خانگی خود را در آره‌نا سیویکا برگزار می‌کردند. با این حال، کمیته برگزاری مسابقات سری سی در نهایت درخواست پذیرش مجدد را به دلیل عدم مهیا بودن آره‌نا سیویکا، برای بازی در سری سی رد کرد.
در ۲۱ آوریل ۲۰۲۴، آلچیونه پس از قهرمانی قاطع در گروه آ از سری دی، دو بازی زودتر از پایان فصل، به رقابت‌های سری سی ارتقا یافت.
در فصل ۲۰۲۵–۲۰۲۴، شهر میلان برای اولین بار دارای سه تیم حرفه‌ای فوتبال شد.